# Можда би требало да поразговараш са неким (књига)
Можда би требало да поразговараш с неким: терапеуткиња, њен терапеут и наши животи откривени је књига коју је написала Лори Готлиб, објављена 2019. године. То је мемоар у ком Готлиб описује тежак период у свом професионалном и личном животу. Двострука природа књиге омогућава јој да прикаже свој свет и као терапеуткиња и као особа која иде на терапију. Готлиб истражује петоро пацијената, укључујући и себе, и њихове различите животне ситуације и погледе на свет.

## Синопсис
Лори Готлиб,  психотерапеуткиња, била је у дугогодишњој вези када се све изненада распало. Њен партнер је одлучио да раскине са њом јер није могао да живи са дететом. То је било велико изненађење за Готлиб јер су планирали брак и он је знао да она има дете. У овом периоду свог живота, Готлиб приказује уобичајене људске емоције и тешкоће са којима се свако може суочити. Иако је сама обучен и искусан терапеут, пријатељи су је охрабрили да потражи помоћ терапеута због негативног стања у којем се налазила. Убрзо је схватила да тугу може да изнесе у терапији и тако је почела да посећује терапеута по имену Вендел. У првим сеансама, Лори је само седела у својој тузи и плакала. Када је мало напредовала у процесу, Вендел јој је рекао да верује да се код ње не ради само о губитку партнера, већ о нечем сложенијем. То ју је изненадило и збунило, јер је мислила да ће доћи на само неколико сеанси.
Како се сеансе настављају, Лори нас враћа на почетак своје каријере. Била је списатељица у Лос Анђелесу и радила на медицинској драми, што је у њој пробудило интересовање за медицину. Како би спојила жељу да помаже другима и настави са причањем прича, одлучује да постане терапеуткиња.
У наставку књиге, Готлиб говори о четворо својих пацијената. Џон је успешан продуцент у четрдесетим годинама, ожењен и има двоје деце. Верује да су сви око њега идиоти и да су они проблем, а не он. Лоше спава и има проблеме са супругом. На почетку сеанси је непријатан, вређа терапеута и није симпатичан. Готлиб покушава да пронађе начин да се повеже с њим и разуме шта се крије иза његовог понашања. Касније сазнаје да је изгубио сина и да та траума утиче на његово понашање и емоције.
Млада жена Џули се недавно удала и отишла на медени месец. Када се вратила, мислила је да је трудна јер је осећала нешто у дојци. Испоставило се да је у питању рак који је успела да лечи. Шест месеци касније, отишла је на контролни преглед надајући се да је све у реду и да сада може покушати да затрудни. Међутим, откривено је да има ретку и неизлечиву врсту рака. Књига прати Џулину борбу са својом судбином и очекивањима друштва.
Рита је жена која пуни седамдесет година и дубоко је депресивна. Напустила је факултет у младости и удала се. Њен муж је након неког времена постао алкохоличар и насилан према деци. Рита је направила многе грешке као родитељ и одрасла деца не желе да разговарају с њом. Није успела да оствари жељену каријеру, прошла је кроз неуспеле бракове и остала је сама и изолована. За Риту, радост значи неочекивани бол, а не задовољство. Жели опроштај од своје деце и каже да не жели више да живи ако се ништа не промени.
Шарлот је жена у двадесетим годинама и успешна је у послу. Превише пије и стално се уплиће са погрешним мушкарцима, укључујући и једног из чекаонице. Одрекла се наде да ће имати срећно детињство како би имала боље одрасло доба.

## Ликови
- Лори Готлиб је терапеуткиња и уједно пацијенткиња.
- Џон је у себе заљубљени продуцент из Холивуда.
- Џули је млада жена, новопечена супруга у тридесетим годинама, којој је дијагностикована неизлечива болест.
- Рита је старија жена која жели да оконча свој живот на свој рођендан.
- Шарлот је двадесетседмогодишња жена која се бори са деструктивним везама и алкохолизмом.
- Вендел је психотерапеут Лори Готлиб.[1]

## Реакције
Књига је била на листи бестселера The New York Times у категорији нехудижевне прозе у тврдом повезу. У приказу објављеном у The New York Times, похваљено је ефикасно приповедање у књизи, које анегдоте претвара у „врсту ансамбл сапунице“. Рецензент је такође истакао да је „Лори понекад осуђујућа и опсесивна, али је аутентична, па чак и сурово искрена према себи и својим пацијентима“. Књига је добила и похвалу у Kirkus Reviews у виду звездице, а рецензије су објављене и у Publishers Weekly, USA Today, Time, New Statesman, и Slate.

## Адаптација
ABC Studios је претходно развијао телевизијску серију засновану на књизи са Евом Лонгоријом.